# Баранецкий, Мариан
Мариан Александр Баранецкий (пол. Marian Aleksander Baraniecki; 1848, Варшава ― 1895, Краков) ― польский математик, профессор Ягеллонского университета и приват-доцент Императорского Варшавского университета.

## Биография
Родился в Варшаве 8 декабря 1848 года — сын Гжегожа Станислава Баранецкого и Мари Пелчиньской, дочери генерала Михала Пелчиньского. Семья принадлежала к гербу Сас.
В 1865―1869 годах учился в Варшавской главной школе, по окончании которой получил степень магистра физико-математических наук. Степень доктора философии получил в Лейпцигском университете в 1871 году после защиты диссертации Über gegen einander permutable Substitutionen (О взаимных перестановочных замещениях). Степень магистра чистой (или теоретической) математики получил в Императорском Московском университете в 1874 году после представления диссертации О гипергеометрических функциях.
С 1875 года был учителем во 2-й варшавской мужской гимназии. С 26 марта 1876 года советом физико-математического факультета Императорского Варшавского университета был утверждён в качестве приват-доцента математики в Варшавском университете. В 1885 году занял должность профессора на кафедре математики в Ягеллонском университете, где проработал в течение десяти лет.
В 1880 году женился на Софии Брыгиден Пфанхаусер (1862―1930), от которой имел рано умершего сына Ежи (1884―1886), и двух дочерей, Софию (1881―1959) и Марию Ядвигу (1886―1964). София вышла замуж за физика-теоретика Мариана Смолуховского, Мария Ядвига ― за адвоката Тадеуша Закшевскего.

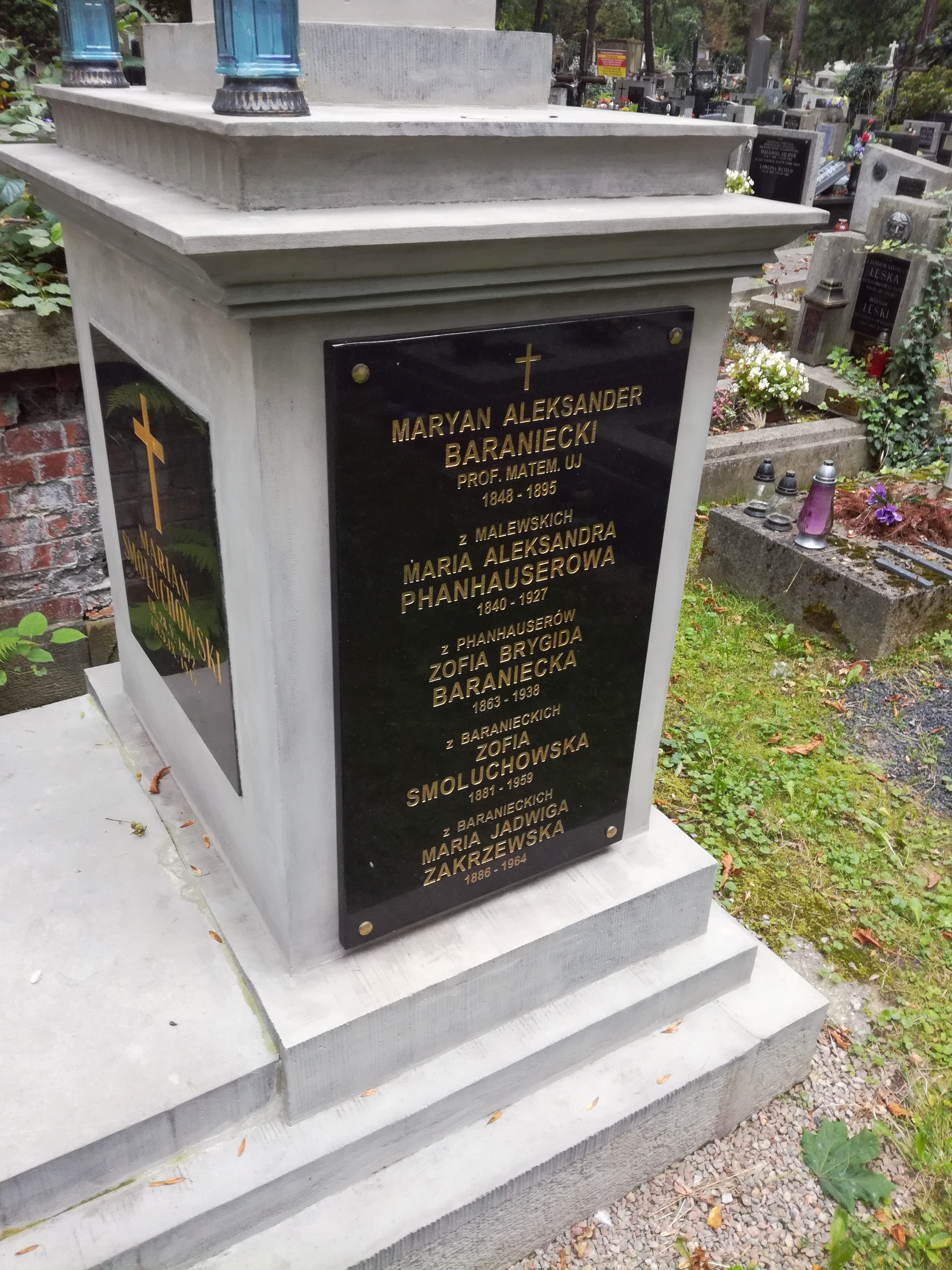
Могила М. Баранецкого

Умер в Кракове после тяжелой болезни 25  февраля 1895 года в возрасте всего сорока шести лет. Был похоронен на Раковицком кладбище в родовой усыпальнице Баранецких.

## Достижения
Баранецкий проявил себя в основном в области преподавания и популяризации математики, а также в сфере организации обучения. Он был автором нескольких учебников, в том числе:
- Teorya wyznaczników, Towarzystwo Naukowej Pomocy i Nauk Ścisłych, Paryż 1879,
- Arytmetyka, Biblioteka matematyczno-fizyczna, Warszawa 1884,
- Początkowy wykład syntetyczny własności przecięć stożkowych, Biblioteka matematyczno-fizyczna, Warszawa 1885,
- Podręcznik algebry dla uczniów klas wyższych gimnazjów i szkół realnych w Galicji, Kraków, 1893.

Написанные им учебники отличались лёгким, почти современным математическим языком. Он ввёл в научный оборот ряд удачных терминов, таких как «комплексные числа» или «приближение с избытком».